# Milatyn (obwód lwowski)
Milatyn (ukr. Милятин) – wieś na Ukrainie w rejonie lwowskim (wcześniej w rejonie gródeckim) obwodu lwowskiego. Wieś liczy 238 mieszkańców.
W XVII wieku znajdująca się w powiecie przemyskim wieś została pięciokrotnie splądrowana:
- W 1620 (październik) gdy właścicielami wsi byli Kasper i Jan Krzeczowscy w wyniku najazdu Tatarów krymskich i budżackich zniszczone zostało 3 z 5 łanów upraw oraz 2 gospodarstwa komorników. Ocalało 6 gospodarstw zagrodników i 2 komorników oraz młyn z 2 kołami[2].
- W 1621 (wrzesień) Tatarzy krymscy zniszczyli 3 łany upraw[3].
- W 1648 (październik) gdy właścicielem miejscowości byli Świrscy w trakcie połączonego najazd Tatarów krymskich, budżackich i Kozaków zniszczono 2 z 5 łanów, 6 gospodarstw zagrodników i 8 komorników a także 1 młyn. Ocalał 1 młyn i cerkiew[4].
- W 1657 (luty) podczas najazdu siedmiogrodzko-kozackiego została obrabowana przez Kozaków, zniszczono 2 łany z 3 oraz młyn. 2 łany leżały odłogiem od 1648. Ocalała cerkiew[5].
- W 1672 (październik) gdy właścicielem był Aleksander Gołocki, Tatarzy krymscy i budżaccy zniszczyli 1/2 łana. Ocalało pół łana i 4 domy, 4 łany leżały odłogiem od czasu dwóch poprzednich najazdów[6].

W II Rzeczypospolitej do 1934 samodzielna gmina jednostkowa. Następnie należała do zbiorowej wiejskiej gminy Rodatycze w powiecie gródeckim w woj. lwowskim. Po wojnie wieś weszła w struktury administracyjne Związku Radzieckiego.